# Autoroute A34
L’autoroute A34 è un'autostrada francese, che collega Reims a Charleville-Mézières.